# لورن پوکو
لورن پوکو (انگلیسی: Laurent Pokou; ۱۰ اوت ۱۹۴۷ – ۱۳ نوامبر ۲۰۱۶) بازیکن فوتبال اهل ساحل عاج بود.
از باشگاه‌هایی که در آن بازی کرده است می‌توان به باشگاه فوتبال رن، باشگاه فوتبال نانسی، و باشگاه فوتبال آسک میموساس اشاره کرد.
وی همچنین در تیم ملی فوتبال ساحل عاج بازی کرده است.